# Baltic Cup 1993
Der Baltic Cup 1993 war die 33. Austragung des Turniers um den Titel des Baltikums. Das Turnier für Fußballnationalmannschaften fand zwischen dem 2. und 4. Juli 1993 in Estland statt. Die drei Spiele wurden im Kalevi Stadion in Pärnu ausgetragen. Die Lettische Nationalmannschaft gewann ihren 16. Titel.

## Gesamtübersicht
Tabelle nach Zwei-Punkte-Regel.
| Pl. | Verein   | Sp. | S | U | N | Tore    | Diff. | Punkte |
| --- | -------- | --- | - | - | - | ------- | ----- | ------ |
| 1.  | Lettland | 2   | 1 | 1 | 0 | 002:000 | +2    | 03     |
| 2.  | Estland  | 2   | 1 | 0 | 1 | 002:300 | −1    | 02     |
| 3.  | Litauen  | 2   | 0 | 1 | 1 | 001:200 | −1    | 01     |

|                       |   |          |     |
| 2. Juli 1993 in Pärnu |   |          |     |
| Estland               | – | Litauen  | 0:2 |
| 3. Juli 1993 in Pärnu |   |          |     |
| Litauen               | – | Lettland | 0:0 |
| 3. Juli 1993 in Pärnu |   |          |     |
| Estland               | – | Lettland | 2:1 |

### Estland gegen Lettland
| Estland                                      | Estland | Lettland | Lettland |
| -------------------------------------------- | --- | --- | -------- |
| Estland                                      | \| 2. Juli 1993 in Pärnu (Kalevi Stadion) \| \| Ergebnis: 0:2 (0:0) \| \| Zuschauer: 300 \| \| Schiedsrichter: Jevgeni Tšelnokov ( Estland) \| \| Spielbericht \|                                                                   | \| 2. Juli 1993 in Pärnu (Kalevi Stadion) \| \| Ergebnis: 0:2 (0:0) \| \| Zuschauer: 300 \| \| Schiedsrichter: Jevgeni Tšelnokov ( Estland) \| \| Spielbericht \| | Lettland |
| Estland                                      | Mart Poom, Urmas Hepner , Risto Kallaste, Toomas Kallaste, Viktor Alonen, Andrei Borissov, Sergei Bragin, Indro Olumets (75. Sergei Zamorski), Marko Kristal, Lembit Rajala (69. Dzintar Klavan), Martin Reim Cheftrainer: Uno Piir | Raimonds Laizāns, Igors Troickis , Boriss Monjaks (46. Oļegs Blagonadeždins), Valērijs Ivanovs, Mihails Zemļinskis, Aleksandrs Dibrivnijs, Aleksandrs Glazovs (46. Aleksejs Šarando), Vitālijs Astafjevs, Armands Zeiberliņš (63. Genādijs Širins), Vladimirs Babičevs, Aleksandrs Jelisejevs Cheftrainer: Jānis Gilis | Lettland |
| Estland                                      | 0:1 Vitālijs Astafjevs (53.) 0:2 Aleksejs Šarando (80.) | | Lettland |
| 2. Juli 1993 in Pärnu (Kalevi Stadion)       | | |          |
| Ergebnis: 0:2 (0:0)                          | | |          |
| Zuschauer: 300                               | | |          |
| Schiedsrichter: Jevgeni Tšelnokov ( Estland) | | |          |
| Spielbericht                                 | | |          |

### Lettland gegen Litauen
| Lettland                                     | Lettland | Litauen | Litauen |
| -------------------------------------------- | --- | --- | ------- |
| Lettland                                     | \| 3. Juli 1993 in Pärnu (Kalevi Stadion) \| \| Ergebnis: 0:0 \| \| Zuschauer: 150 \| \| Schiedsrichter: Jevgeni Tšelnokov ( Estland) \| \| Spielbericht \| | \| 3. Juli 1993 in Pärnu (Kalevi Stadion) \| \| Ergebnis: 0:0 \| \| Zuschauer: 150 \| \| Schiedsrichter: Jevgeni Tšelnokov ( Estland) \| \| Spielbericht \| | Litauen |
| Lettland                                     | Raimonds Laizāns, Igors Troickis , Mihails Zemļinskis, Valērijs Ivanovs, Aleksandrs Glazovs, Vitālijs Astafjevs, Oļegs Blagonadeždins, Armands Zeiberliņš, Vladimirs Babičevs, Aleksejs Šarando, Aleksandrs Jelisejevs (60. Genādijs Širins) Cheftrainer: Jānis Gilis | Arvydas Skrupskis, Tomas Žiukas, Andrius Tereškinas, Albertas Klimavičius , Edgaras Tumasonis, Vytautas Apanavičius, Ričardas Zdančius (46. Viktoras Olšanskis), Valdas Urbonas, Irmantas Stumbrys (65. Darius Butkus), Igoris Kirilovas, Vaidotas Šlekys Cheftrainer: Stasys Stankus | Litauen |
| Lettland                                     | Vitālijs Astafjevs, Oļegs Blagonadeždins, Vladimirs Babičevs | Vytautas Apanavičius, Igoris Kirilovas | Litauen |
| 3. Juli 1993 in Pärnu (Kalevi Stadion)       | | |         |
| Ergebnis: 0:0                                | | |         |
| Zuschauer: 150                               | | |         |
| Schiedsrichter: Jevgeni Tšelnokov ( Estland) | | |         |
| Spielbericht                                 | | |         |

### Estland gegen Litauen
| Estland                                   | Estland | Litauen | Litauen |
| ----------------------------------------- | --- | --- | ------- |
| Estland                                   | \| 4. Juli 1993 in Pärnu (Kalevi Stadion) \| \| Ergebnis: 2:1 (2:0) \| \| Zuschauer: 800 \| \| Schiedsrichter: Romāns Lajuks ( Lettland) \| \| Spielbericht \|                                                                        | \| 4. Juli 1993 in Pärnu (Kalevi Stadion) \| \| Ergebnis: 2:1 (2:0) \| \| Zuschauer: 800 \| \| Schiedsrichter: Romāns Lajuks ( Lettland) \| \| Spielbericht \| | Litauen |
| Estland                                   | Mart Poom, Urmas Hepner , Risto Kallaste, Viktor Alonen, Toomas Kallaste, Sergei Bragin, Andrei Borissov, Dzintar Klavan (79. Indro Olumets), Martin Reim (88. Sergei Ratnikov), Sergei Zamorski, Lembit Rajala Cheftrainer: Uno Piir | Arvydas Skrupskis, Tomas Žiukas, Andrius Tereškinas, Albertas Klimavičius , Edgaras Tumasonis, Vytautas Apanavičius (28. Gyrius Kalvaitis), Ričardas Zdančius, Viktoras Olšanskis, Valdas Urbonas, Igoris Kirilovas (55. Darius Butkus), Vaidotas Šlekys Cheftrainer: Stasys Stankus | Litauen |
| Estland                                   | 1:0 Sergei Zamorski (21.) 2:0 Sergei Bragin (40.) | 2:1 Viktoras Olšanskis (60.) | Litauen |
| Estland                                   | Toomas Kallaste, Andrei Borissov, Dzintar Klavan, Sergei Zamorski | | Litauen |
| 4. Juli 1993 in Pärnu (Kalevi Stadion)    | | |         |
| Ergebnis: 2:1 (2:0)                       | | |         |
| Zuschauer: 800                            | | |         |
| Schiedsrichter: Romāns Lajuks ( Lettland) | | |         |
| Spielbericht                              | | |         |